# Instituto Superior de Administração e Finanças, Angola

O Instituto Superior de Administração e Finanças da Academia BAI (ISAF/ABAI), é uma instituição privada ensino superior, com sede em Angola, na província de Luanda, criada pelo Decreto Presidencial n.º 59/17, de 24 de Março, publicado no Diário da República de 24 de Março, Iª Série, Nº 83. No ISAF são ministrados três cursos de licenciatura aprovados pelo Decreto Executivo n.º 292/17, de 24 de Maio de 2017.
O ISAF possui hoje em funcionamento 3 cursos de Licenciatura: Contabilidade, Licenciatura em Gestão Bancária e de Seguros e Informática de Gestão Financeira.